# Besirbucht
Die Besirbucht (indonesisch Teluk Besir) liegt an der Südküste der Insel Gam, die zum indonesischen Archipel von Raja Ampat gehört.

## Geographie
Die Besirbucht teilt Gam in zwei Hälften, die nur durch eine 1900 Meter schmale Landbrücke im Norden miteinander verbunden sind. Mehrere kleine Inseln liegen entlang der Küste der Bucht. Die Zufahrt von der Dampierstraße im Süden der Besirbucht wird durch die Inseln Bunibah und Bunibah Kecil (Kleinbunibah) und Korallenriffen fast geschlossen. Das östliche Ende der Bucht bildet das Kap Besir (Tanjung Besir).